# She Shook Me Cold
«She Shook Me Cold» es una canción escrita por el músico británico David Bowie en 1970 para el álbum The Man Who Sold the World. El solo de guitarra está influenciado en el hard rock, interpretado por Cream, Led Zeppelin y Jeff Beck. A pesar de que los créditos se les atribuyen a Bowie, está y otras canciones fueron construidas de manera improvisadas por los músicos.
Tony Visconti, quién tocó el bajo en la canción, además de producir el álbum por completo, fue citado diciendo "Las canciones las escribimos los cuatro. Tocábamos en el sótano y Bowie simplemente decía si le gustaba o no".

## Detalles de la canción

### Composición y producción
El título de trabajo de la canción fue "Suck". Su título se parece a la canción de Muddy Waters, "You Shook Me", la cual fue grabada por Jeff Beck para su álbum de 1968, Truth.

### Letra
La letra es desde la perspectiva de un hombre que relata un encuentro sexual con una mujer, con frecuentes referencias al sexo oral.

### Estilo musical
Reseñado The Man Who Sold the World en 2016, Douglas Wolk, crítico de Rolling Stone describió "She Shook Me Cold" como "directamente al heavy metal.

## Otras versiones
- Skin Yard – Skin Yard (1986)

- Pain Teens – Born in Blood (1990)

## Créditos
Créditos adaptados desde las notas del álbum.
- David Bowie – voz principal, guitarra acústica
- Mick Ronson – guitarra eléctrica
- Trevor Bolder – bajo eléctrico
- Mick Woodmansey – batería